# Rosey & The Hurricane
Rosey & The Hurricane (conocidos extraoficialmente como The Superheroes) fue un tag team de lucha libre profesional en la World Wrestling Entertainment. Tenían un gimmick de superhéroes.
En 2003, The Hurricane "descubrió" a Rosey y de ese momento en adelante compitieron como equipo. Dos años más tarde, el equipo ganó el World Tag Team Championship, y sus miembros unieron fuerzas con la diva Stacy Keibler, que adoptó un gimmick de superheroína y fue llamada Super Stacy. Tras perder el título, el equipo se desbandó.

## Historia

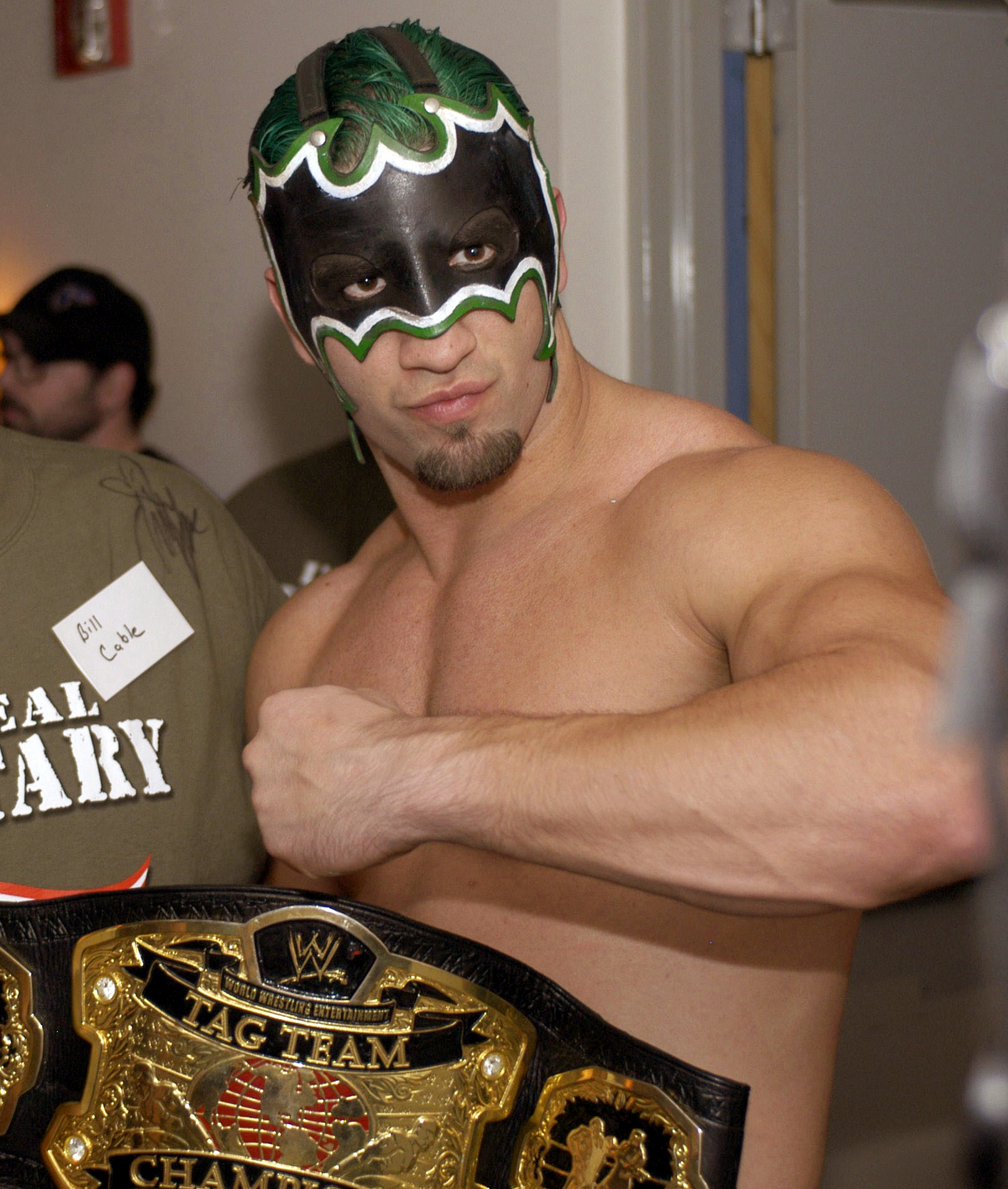
The Hurricane.

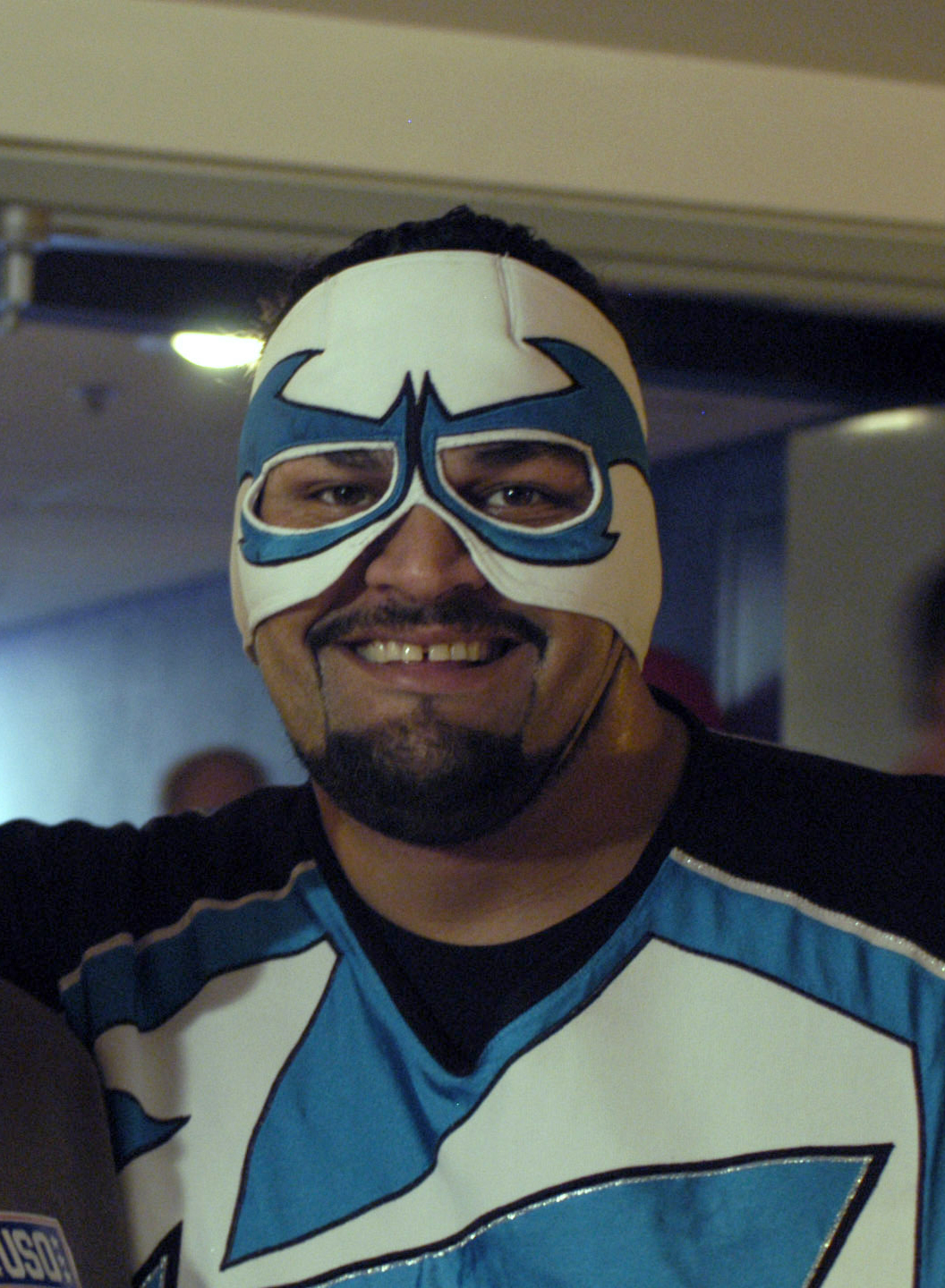
Rosey.

Poco después de que el antiguo compañero de equipo de Rosey, Jamal, fuese liberado de su contrato de la WWE en 2003, The Hurricane "descubrió" el potencial de Rosey como superhéroe, y le rebautizó como Rosey, Super Hero in Training (abreviado S.H.I.T.). Durante ese tiempo, Rosey empezó a luchar con trajes de superhéroe de fabricación casera con la palabra S.H.I.T. al pecho, denotando su entrenamiento como superhéroe, si bien la palabra resultante de la sigla le causaba algunas dificultades en su tarea.
Rosey y The Hurricane comenzaron a hacer equipo más tarde y compitieron esporádicamente en RAW, haciendo más apariciones en Heat. El equipo se enfrentó a los equipos de Chris Jericho & Christian y Evolution, antes de iniciar un largo feudo con La Résistance. El feudo continuó hasta entrado 2004, cuando Rosey y Huricane les derrotaron en Backlash. En la edición del 19 de julio de 2004 de RAW, Rosey apareció con un nuevo traje, anunciando que su entrenamiento había acabado y se había graduado como superhéroe. Rosey y The Hurricane acabaron el año compitiendo contra Rhyno & Tajiri y Val Venis & Steven Richards.

### Campeones por parejas
En mayo de 2005 el dúo compitió en Backlash, ganando los Campeonatos Mundiales por Parejas en un Tag Team Turmoil match tras derrotar a Tajiri & William Regal, The Heart Throbs (Romeo & Antonio), Simon Dean & Maven y La Résistance (Robért Conway & Sylvain Grenier) tras eliminar a estos últimos. Durante ese tiempo retuvieron el campeonato ante todos los equipos que habían formado parte del combate.
Mientras estaban en RAW, la Diva Stacy Keibler se unió al equipo, actuando de mánager. Stacy les acompañaba en los combates vistiendo un disfraz de superhéroe y llamándose Super Stacy hasta que fue movida a SmackDown! el 22 de agosto.
En la edición de RAW del 5 de septiembre de 2005, Rosey y The Hurricane perdieron contra los debutantes en la marca Lance Cade & Trevor Murdoch. Aunque no fue un combate por los títulos, se programó uno en Unforgiven. Durante el combate, Murdoch realizó un elevated DDT hacia fuera del ring a Hurricane. Esto le causó una lesión que le hizo perder el combate, ganando los Campeonatos Cade y Murdoch.

### Separación
La pérdida de los Campeonatos señaló el fin del equipo: Hurricane y Rosey entraron en una racha de derrotas, causadas por la lesión de Hurricane. Durante el episodio de RAW del 17 de octubre, Hurricane fue asaltado por Kurt Angle por orden de Vince McMahon. Después de la paliza, se mostró un vídeo backstage en el que Hurricane se arrancó la máscara y abofeteaba a Rosey, que había acudido en su ayuda. La siguiente semana, The Hurricane abandonó a Rosey en una lucha titular ante los campeones; en vez de luchar, apareció en la rampa sin su traje de superhéroe y bajo su nombre auténtico, Gregory Helms. y vio cómo Rosey era derrotado. Tras el combate, anunció que estaba cansado de hacer reír a la gente y de soportar a Rosey durante su carrera de superhéroe.
Helms luchó contra Rosey, derrotándole y acabando permanentemente con su alianza. Este fue uno de los últimos combates de Rosey en la WWE, y fue liberado de su contrato poco después de que Helms ganase su tercer Campeonato Peso Crucero en Royal Rumble, siendo transferido a SmackDown! y abandonando definitivamente su gimmick de The Hurricane.

## En lucha

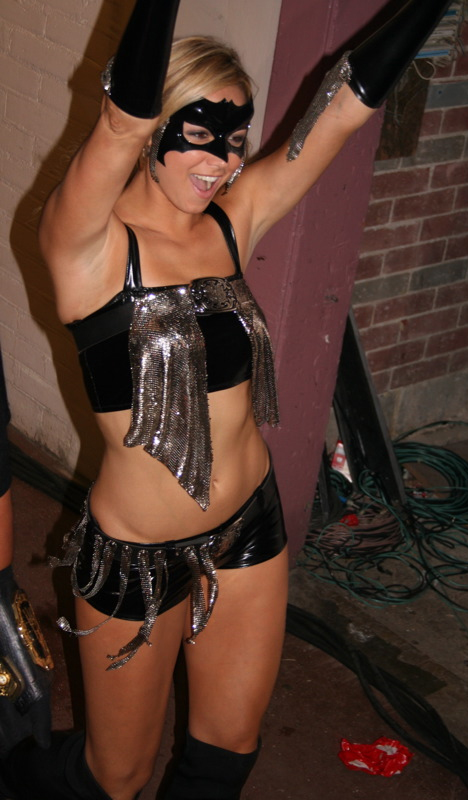
Stacy Keibler, como "Super Stacy", fue la valet de Rosey & The Hurricane en 2005.

- Movimientos finales
  - Superhero Splash[1] (Elevated splash)
  - Combinación de sidewalk slam de Rosey y Eye of the Hurricane (High-speed spinning headlock elbow drop) de Hurricane[31][32]

- Movimientos de firma
  - Combinación de Samoan drop de Rosey y running o diving neckbreaker de Hurricane[1]
  - Combinación de drop toehold de Hurricane y running headbutt drop de Rosey después de un double Irish whip contra las cuerdas[33]
  - Combinación de double leg hold de Rosey y second rope diving guillotine leg drop de Hurricane[34]
  - Double Irish whip contra las cuerdas seguido de double hip toss y finalizado con hip toss de Rosey lanzando a Hurricane contra el oponente en un aided somersault senton[35]
  - Double clothesline
  - Aided splash[32]

- Managers
  - Super Stacy

## Campeonatos y logros
- World Wrestling Entertainment
  - World Tag Team Championship (1 vez)[36]